# Themed Entertainment Association
De Themed Entertainment Association (TEA) is een non-profitorganisatie voor de internationale amusementsindustrie. De organisatie komt met name op voor attractieparken, dierentuinen en musea en ontwerpers en ontwikkelaars binnen deze industrie. De organisatie werd opgericht in 1991 door Monty Lunde, een voormalig speciale-effectenontwerper voor filmmaatschappij Disney.
Een soortgelijke organisatie is de International Association of Amusement Parks and Attractions, maar deze richt zich alleen op themaparken.

## Thea Awards
Sinds 1994 organiseert de organisatie jaarlijks de Thea Awards. Binnen diverse categorieën worden diverse prijzen uitgereikt, zoals die voor beste pretparkattractie, beste museumtentoonstelling en beste liveshow. De ontvanger mag zich dan de beste van de wereld noemen binnen de desbetreffende categorie.